# Коропецька грабина
Коропе́цька граби́на — ботанічна пам'ятка природи місцевого значення в Україні. Розташована на території Монастириського району Тернопільської області, на північ від смт Коропець і на захід від села Садове (лісове урочище «Коропець»). 
Площа — 9 га, статус отриманий у 1981 році. Перебуває у віданні ДП «Бучацьке лісове господарство» (Коропецьке лісництво, кв. 43, вид. 4). 